# Битва при Курупайти
Битва при Курупайти — решающая битва Парагвайской войны, состоявшаяся 22 сентября 1866 года между армией Парагвая и союзных войск Бразилии, Аргентины и Уругвая при Курупайти на реке Парагвай в 8 км от населённого пункта Умайта (ныне в парагвайском департаменте Ньеэмбуку). Самая значительная победа парагвайских сил под командованием генерала Хосе Эдувихиса Диаса. Битва при Курупайти привела к унизительному разгрому союзных войск.

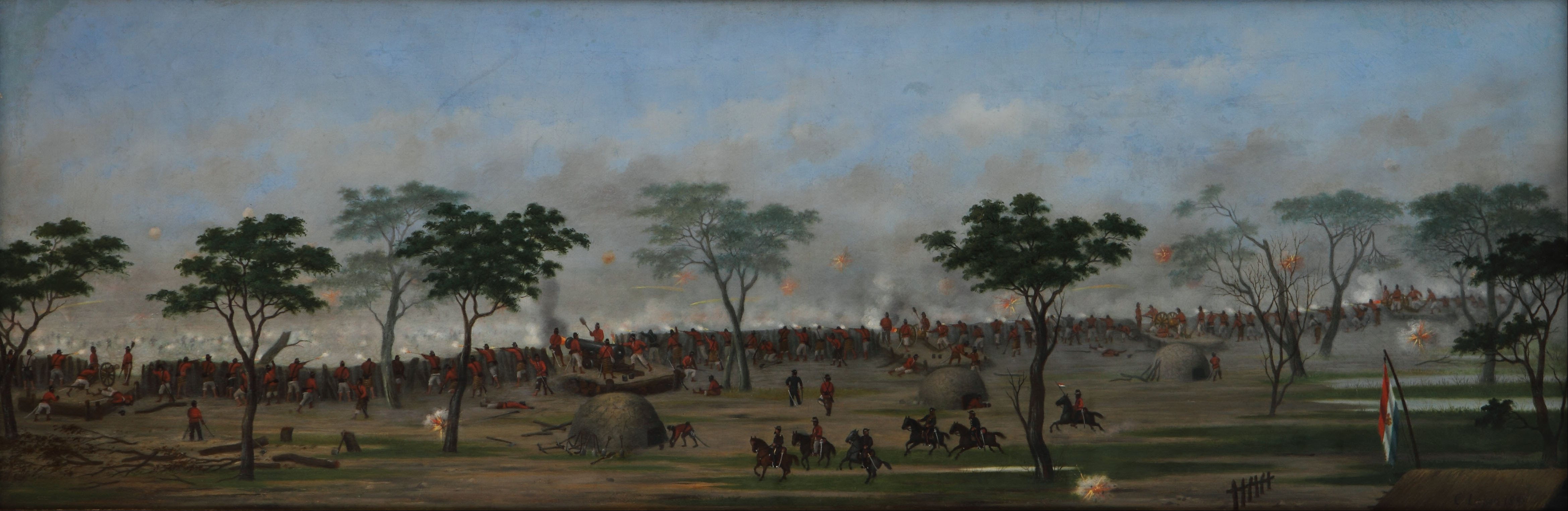
Битва при Курупайти

## Ход сражения

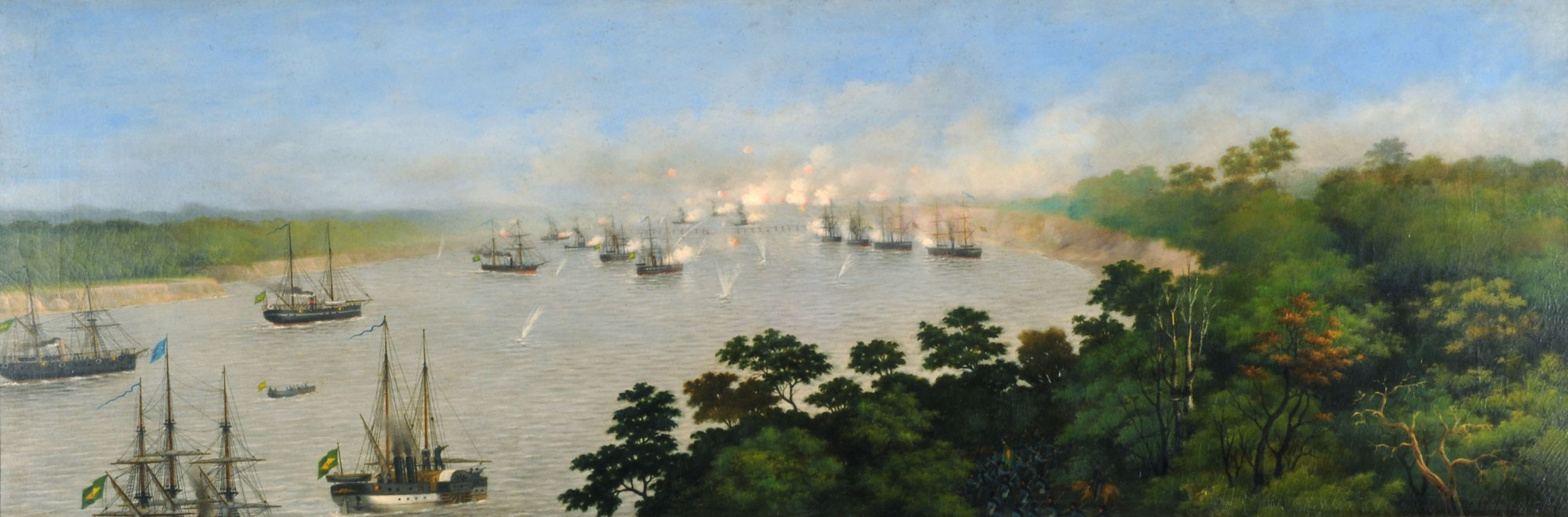
Бомбардировка бразильскими кораблями парагвайских позиций в Курупайти

Парагвайцы имели к началу сражения около 5000 человек и 49 пушек, некоторые из них расположенные в скрытых от нападавших местах. Бразильскому флоту (в составе 3-х современных линейных кораблей Brasil , Barroso и Tamandaré, башенного броненосца Lima Barros, двух новых миноносных кораблей Forte Coimbra и Pedro Afonso — каждый оснащённый 70-фунтовыми пушками системы Витуорта, 3-х (небронированный) больших канонерок Ipiranga, Belmonte и Parnaiba , а также 3-х малых канонерских лодок), оказывали поддержку союзники, в том числе около 21 пехотных бригады, 2 кавалерийские бригады и 2 смешанных легких бригады, всего около 20 000 человек, однако корабли должны были держать на некотором расстоянии от орудий крепости Умайта, что привело к недостаточной точности и результативности корабельного огня. Неспособность флота оказала решающее значение на поражении союзных войск на поле боя.
Траншеи и окопы парагвайцев отвлекли на себя бо́льшую часть огня бразильского флота, однако парагвайские войска были расположены в другом скрытом месте.
В результате, около 20 процентов из почти 20 000 солдат и офицеров войск союзников, участвовавших в атаке были потеряны; войско Парагвая потеряло убитыми и ранеными около 250 человек. Полнейшее поражение привело к смене союзного командования.
Полная и окончательная победа Парагвая не была достигнута из-за нерешительности верховного главнокомандующего Франциско Солано Лопеса, не ставшего контратаковать побеждённые войска тройственного альянса соседних государств (Аргентина, Бразилия, Уругвай). Генерал Х. Диас без приказа Лопеса не стал их атаковать. В результате, битва при Курупайти имела лишь временный успех, который позже уже не повторился. Продолжавшиеся до 1870 года боевые действия привели, в конечном итоге, к почти полному истреблению парагвайского народа.